# Madeleine Westin
Madeleine Ann Charlotte Westin, under en period Westin Bergh, född 9 december 1965 i Huddinge kommun i Stockholms län, är en svensk meteorolog, TV-programledare och författare.

## Biografi
Madeleine Westin arbetar som meteorolog på TV4 Media, där hon arbetat sedan 1993. Hon har tidigare arbetat för Svenska flygvapnet på Västgöta flygflottilj (F 6) och Upplands flygflottilj (F 16), samt inom Svenska marinen, då vid 11. helikopterdivisionen vid Berga helikopterflygplats. Under våren 2007 var hon programledare för TV-serien Mera Väder och båtprogrammet Kasta Loss på dåvarande TV4 Plus. År 2008 var hon programledare för Sommarvädret, en serie om klimatpåverkan på det svenska kustlandskapet. Den 20 juli 2009 gjorde hon debut som sommarvärd i Sveriges Radio P1.
I ungdomen var hon fascinerad av science fictionlitteratur. I början av 1990-talet sökte hon till astronaututbildning, men blev inte antagen då hon ansågs vara för ung.